# Maneca
Manuel Marinho Alves, detto Maneca (Salvador, 28 gennaio 1926 – Rio de Janeiro, 28 giugno 1961), è stato un calciatore brasiliano, di ruolo attaccante.
Morì suicida a trentacinque anni, avvelenandosi.

## Caratteristiche tecniche
Giocava come attaccante, più precisamente come ala. Era noto per la sua versatilità, che gli permetteva di giocare su entrambi i lati del campo senza problemi, sebbene giocasse solitamente come ala destra.

## Carriera

### Club
Cresciuto nel Galícia, club dello Stato di Bahia, si trasferì al Vitória dove si fece notare per i suoi dribbling nella squadra che vinse il titolo statale nel 1943. I dirigenti del Vasco da Gama così decisero di acquistarlo, e il giocatore entrò a far parte dell'Expresso da Vitória, formazione che vinse diversi campionati Carioca e la Coppa dei Campioni del Sudamerica. Una volta lasciato il Vasco, tornò al Vitória e, in seguito, al Galícia, dove chiuse la carriera nel 1957.

### Nazionale
Ha giocato sette partite con il Brasile, venendo convocato per il mondiale di Brasile 1950; la sua inclusione nella selezione fu dovuta principalmente all'infortunio del titolare nel suo ruolo, Tesourinha. A causa di un problema muscolare, saltò le ultime due partite del Mondiale, avendo giocato da titolare tutte le altre, venendo sostituito da Friaça.

## Palmarès

### Club

#### Competizioni nazionali
- Campionato Baiano: 3

Vitória: 1943, 1954, 1956
- Campionato Carioca: 4

Vasco da Gama: 1947, 1949, 1950, 1952

#### Competizioni internazionali
- Coppa dei Campioni del Sudamerica: 1

Vasco da Gama: 1948

### Nazionale
- Coppa Oswaldo Cruz: 1

1950